# 長谷部忠
長谷部 忠（はせべ ただす、1901年7月2日 - 1981年11月1日）は、戦後初期の朝日新聞社社長。

## 来歴・人物
熊本県出身。早稲田大学政経学部を卒業して1926年朝日新聞社に入社。緒方竹虎主筆が社内権力基盤のひとつとしていた政治部次長、調査部長兼論説委員、政経部長、報道局部長兼論説委員、報道第一部長と歴任して敗戦を迎え、親緒方派と村山長挙社長ら反緒方派の対立が再燃すると、東京本社編集局次長から1946年4月、緒方や代表取締役野村秀雄らの後押しで局長職を飛び越して取締役・東京本社代表兼論説委員室主幹、1947年6月にまず代表権のない会長となり、村山長挙・上野精一両社主が公職追放となった同年11月に代表取締役、1949年11月に社長に就任した。しかし1951年に両社主の追放が解除されると、同年11月村山長挙が会長に就任し、社長の座を追われて顧問となった（村山「復辟」という）。村山会長は、東京本社編集局長信夫韓一郎（長谷部の1年先輩）を、編集局長のまま長谷部に替わる代表取締役に起用した（信夫「執権」という）。社長退任後は、第5次選挙制度調査会副会長兼運営委員長や、美濃部亮吉東京都知事のブレーンである都行財政臨時調査会長などを務めた。
朝日新聞社の会長に就任した1947年6月に、日常の新聞編集の実務から一歩はなれたかたちで、それを支える基礎的、包括的な調査、研究を行う調査研究室を設置した。
1981年11月1日、80歳で死去。